# St. Brigida (Baal)

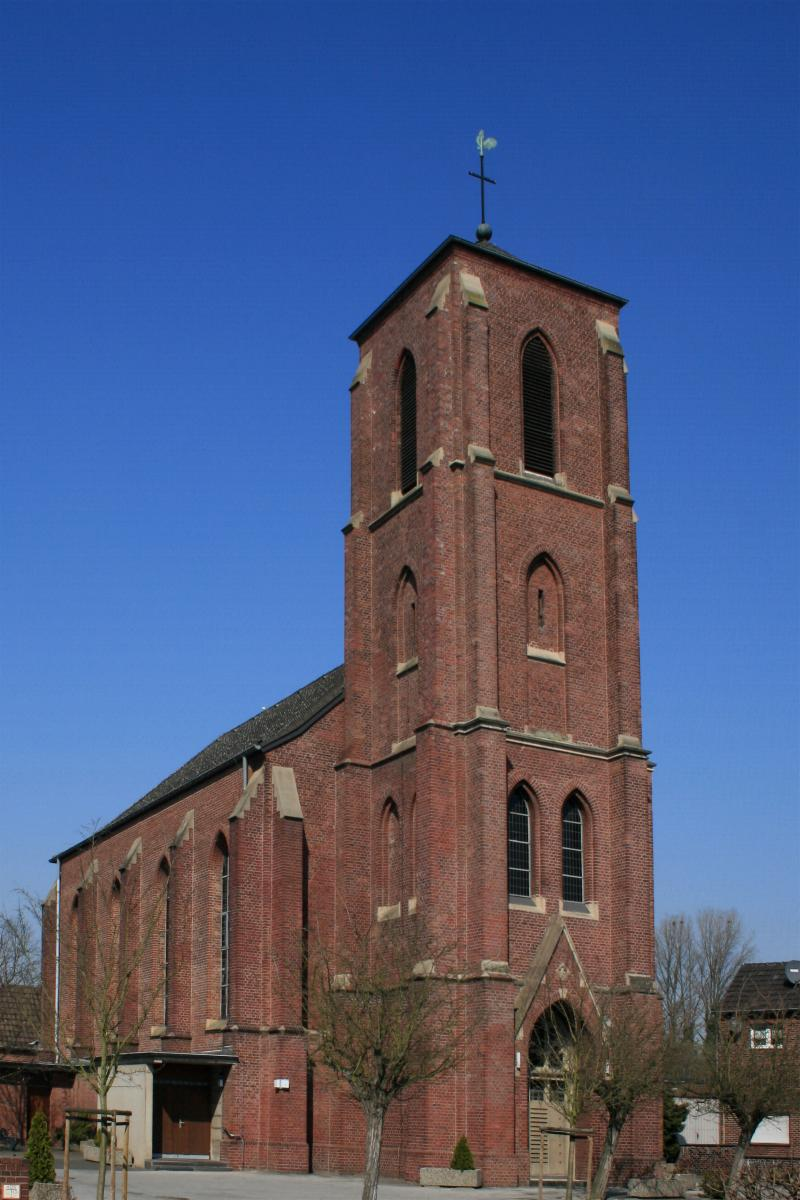
St. Brigida in Baal

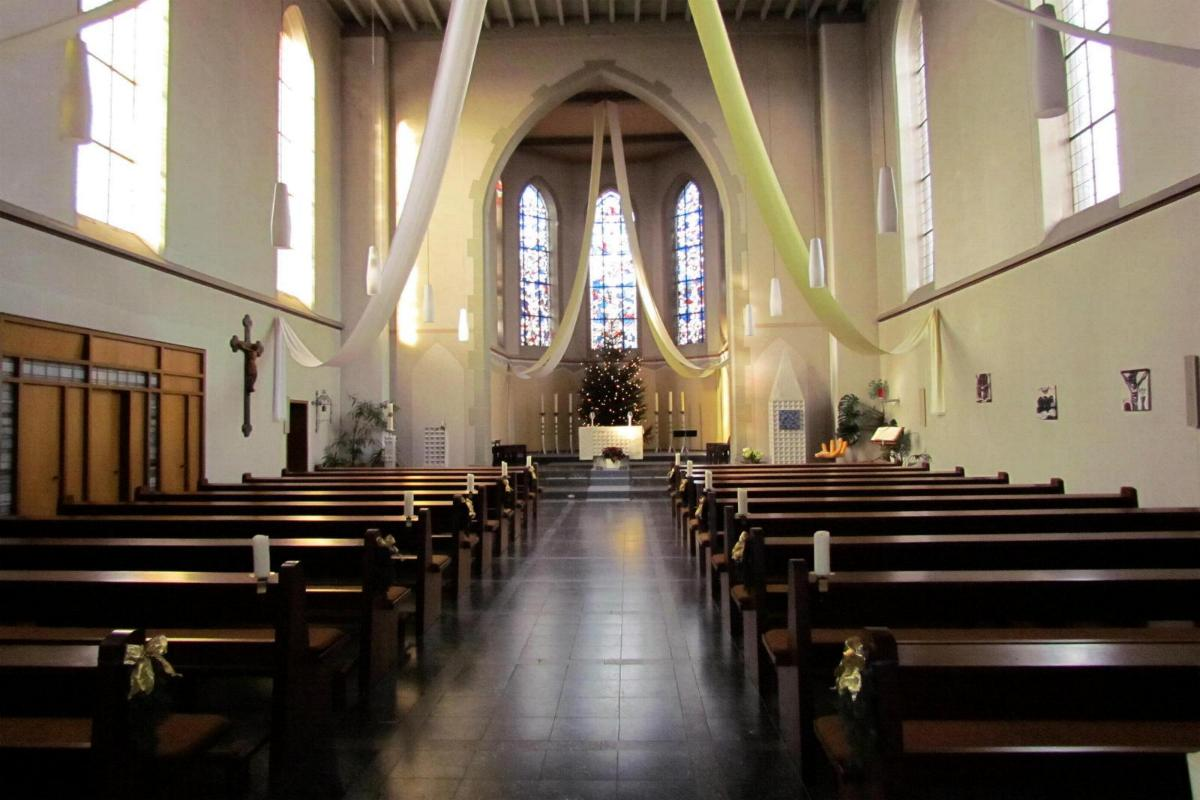
Innenraum

St. Brigida ist die römisch-katholische Pfarrkirche des Hückelhovener Stadtteils Baal im Kreis Heinsberg in Nordrhein-Westfalen.
Die Kirche ist der hl. Brigida von Kildare geweiht und unter Nummer 91 in die Liste der Baudenkmäler in Hückelhoven eingetragen. Zur Pfarre zählen auch der Ophoverhof und der Scherreshof.

## Lage
Das Kirchengebäude befindet sich im Ortskern von Baal an der Aachener Straße (Bundesstraße 57). Aufgrund der Platzsituation ist das Gotteshaus nicht geostet, der Turm steht an der Aachener Straße und zeigt Richtung Südosten und der Chor zeigt Richtung Nordwesten. Direkt vor der Pfarrkirche entlang der Aachener Straße fließt der Baaler Bach.

## Geschichte
Baal gehörte seit jeher zur Pfarre Doveren und verfügte erst relativ spät über ein eigenes Gotteshaus. Erst in den 1770er Jahren wurde eine Kapelle in Baal erbaut, in der mit Genehmigung vom 22. September 1778 des Lütticher Fürstbischofs Franz Karl von Velbrück die Heilige Messe gefeiert werden durfte. Zuvor mussten die Gläubigen zum Gottesdienstbesuch die St. Dionysius-Kirche im benachbarten Doveren aufsuchen. Zu dieser Zeit bildete der Baaler Bach die Diözesangrenze zwischen dem Bistum Lüttich und dem Erzbistum Köln. Dadurch gehörte der nördliche Teil von Baal mitsamt der Kapelle zum Bistum Lüttich, genauso wie auch der Pfarrort Doveren, und der südliche Teil zählte zum Erzbistum Köln.
Im Zuge der Umstrukturierungen der Diözesan- und Pfarrgrenzen während der Franzosenzeit kam Baal 1802 an das neu gegründete Bistum Aachen und ist seitdem nicht mehr in zwei Bistümer aufgeteilt. Nach Auflösung des Bistums Aachen kam Baal 1825 an das Erzbistum Köln, Baal zählte jedoch nach wie vor zur Pfarre Doveren. Kirchliche Eigenständigkeit erlangte der Ort im Zuge der Erhebung zur Pfarrei am 17. September 1848. Seit 1930 gehört Baal nun wieder zum wiedergegründeten Bistum Aachen.

## Baugeschichte
Eine Kapelle in Baal wurde 1778 erbaut, vorher scheint es in Baal kein eigenes Gotteshaus gegeben zu haben. Der Lütticher Fürstbischof erteilte am 22. September 1778 dazu nachträglich die Baugenehmigung, denn schon am 3. September 1778 hatte der zuständige Pfarrer von Doveren, Johannes Schmitz, dem Bischof die Fertigstellung der Kapelle mitgeteilt. Im Jahr 1835 erfolgte eine Erweiterung der Kapelle, die sich auf dem Platz der heutigen Pfarrkirche befand. Im Zuge der Pfarrerhebung 1848 erhielt die bisherige Kapelle den Status der Pfarrkirche.
Durch den Bevölkerungsanstieg reichte die kleine Pfarrkirche in der zweiten Hälfte des 19. Jahrhunderts nicht mehr aus, sodass ein Neubau an gleicher Stelle beschlossen wurde. So wurde zwischen 1889 und 1890 die heutige Pfarrkirche neben der alten Kirche nach Plänen des Neusser Regierungsbaumeisters Julius Busch erbaut. Anschließend erfolgte der Abriss der alten Kirche. Die feierliche Kirchweihe erfolgte erst 15 Jahre nach Fertigstellung am 17. Juli 1905.
Der Zweite Weltkrieg verursachte starke Schäden an der Pfarrkirche. Die Kreuzrippengewölbe stürzten alle ein, der Turmhelm und die Maßwerke der Fenster wurden zerstört. Der Wiederaufbau dauerte bis 1951 an. Die Gewölbe wurden dabei durch eine flache Holzdecke ersetzt und statt des achtseitigen Turmhelms erhielt der Glockenturm ein Pyramidendach.

## Baubeschreibung
St. Brigida ist eine einschiffige und vierjochige Saalkirche aus Backsteinen mit einem vorgebauten und viergeschossigen Glockenturm und einem eingezogenen und fünfseitig geschlossenen Chor im Baustil der Neugotik. Der Innenraum ist nach Kriegszerstörung ohne die Gewölbe wiederaufgebaut worden und die Fenster verfügen seitdem über kein Maßwerk mehr. Den Gläubigen werden 230 Sitzplätze geboten.

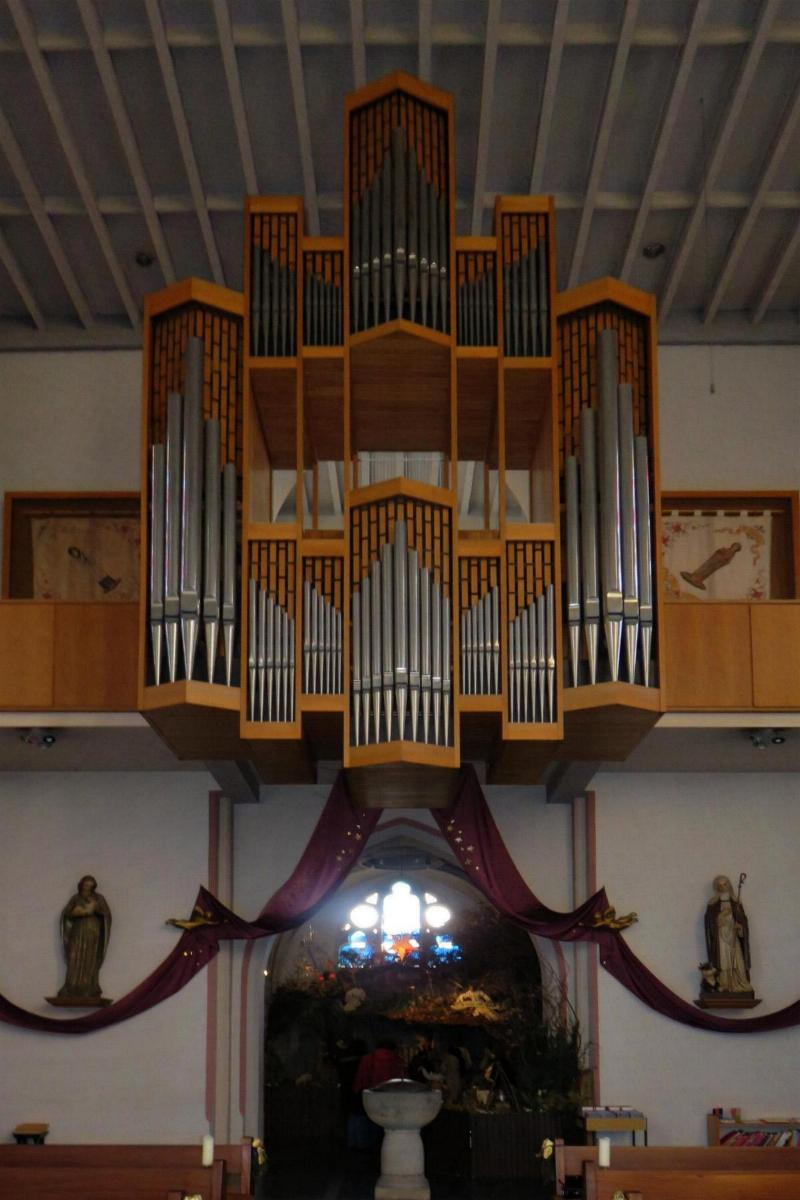
Fleiter-Orgel von 1989

## Ausstattung
Da die ursprüngliche Ausstattung im Krieg vernichtet wurde, besitzt St. Brigida eine moderne Ausstattung. Den Altar schuf Peter Haak, Erkelenz, 1973 aus Cristallina-Marmor. Von ihm stammen auch der Ambo und das Sakramentshaus. Der Tabernakel, welcher in das Sakramentshaus eingebaut ist, besteht aus Grubenschmelz und ist eine Arbeit von Hubertus Förster, Aachen, aus 1973. Von Förster stammt auch das Kreuz hinter dem Altar. Die Buntglasfenster im Kirchenschiff sind Werke des Hinsbecker Glasmalers Johannes Beeck von 1959 und 1964, die Fenster im Chor entwarf Glasmaler Paul Weigmann 1981.
Die Orgel aus dem Jahr 1989 ist ein Werk von Orgelbau Fleiter aus Münster–Nienberge und besitzt 14 Register auf einer mechanischen Traktur. 

## Glocken
Das vierstimmige Geläut der Kirche wurde 1967 von Hans Hüesker, Fa. Petit & Gebr. Edelbrock in Gescher gegossen. Die Disposition ist das so genannte Präfationsmotiv oder auch das Motiv „O Heiland, reiß die Himmel auf“.
| Glocke | Name               | Durchmesser | Gewicht | Schlagton (HT-1⁄16) | Inschrift                                    |
| ------ | ------------------ | ----------- | ------- | ------------------- | -------------------------------------------- |
| 1      | Christkönigsglocke | 1150 mm0    | 1000 kg | f′ ±0               | + CHRISTUS KÖNIG, DEIN REICH KOMME!          |
| 2      | Marienglocke       | 970 mm      | 560 kg  | as′ +10             | + MARIA, KÖNIGIN DES FRIEDENS, BITTE FÜR UNS |
| 3      | St. Brigida        | 855 mm      | 380 kg  | b′ ±0               | + HL. BRIGIDA, SCHÜTZE UNSERE GEMEINDE!      |
| 4      | Josef              | 763 mm      | 270 kg  | c″ ±0               | + HL. JOFEF, SCHÜTZE DIE KIRCHE!             |

## Pfarrer
Folgende Priester wirkten bislang als Pfarrer in der Pfarrgemeinde St. Brigida:
- 1923–1937: Franz Klein
- 1937–1942: Matthias Berg
- 1942–1965: Arnold Bauer
- 1965–1987: Henk Veldhuis
- 1988–?: Manfred Engels
- 2009–2014: José Kallupilankal
- 2014–2016: Winfried Müller (Pfarradministrator)
- 2016–2018: Georg Kaufmann
- Seit 2019: P. Anton Steinberger OSFS